# Вахруши (Немский район)
Вахруши — деревня в составе Немского района Кировской области. 

## География
Находится на расстоянии примерно 10 километров по прямой на запад-юго-запад от районного центра поселка Нема.

## История
Деревня известна с 1763 года, когда там было упомянуто 4 жителя. В 1873 году учтено дворов 23 и жителей 153, в 1905 году 30 и 136, в 1926 29 и 123, в 1950 28 и 92 соответственно, в 1989 40 жителей. До 2021 года входила в Немское городское поселение Немского района, ныне непосредственно в составе Немского района.

## Население
Постоянное население  составляло 19 человек (русские 95%) в 2002 году, 10 в 2010.